# Колона Костянтина
Колона Костянтина (грец. Στήλη του Κωνσταντίνου Α΄; лат. Columna Constantini) або Колона Чемберліта́ш (тур. Çemberlitaş Sütunu) — давньоримська тріумфальна колона в кварталі Чемберліташ у Стамбулі. Споруджена в 328 році римським імператором Костянтином Великим у центрі тодішнього Форуму Костянтина з нагоди заснування нової римської столиці — Константинополя. Наразі Колона Костянтина є однією з найвизначніших пам'яток Стамбулу.

## Опис

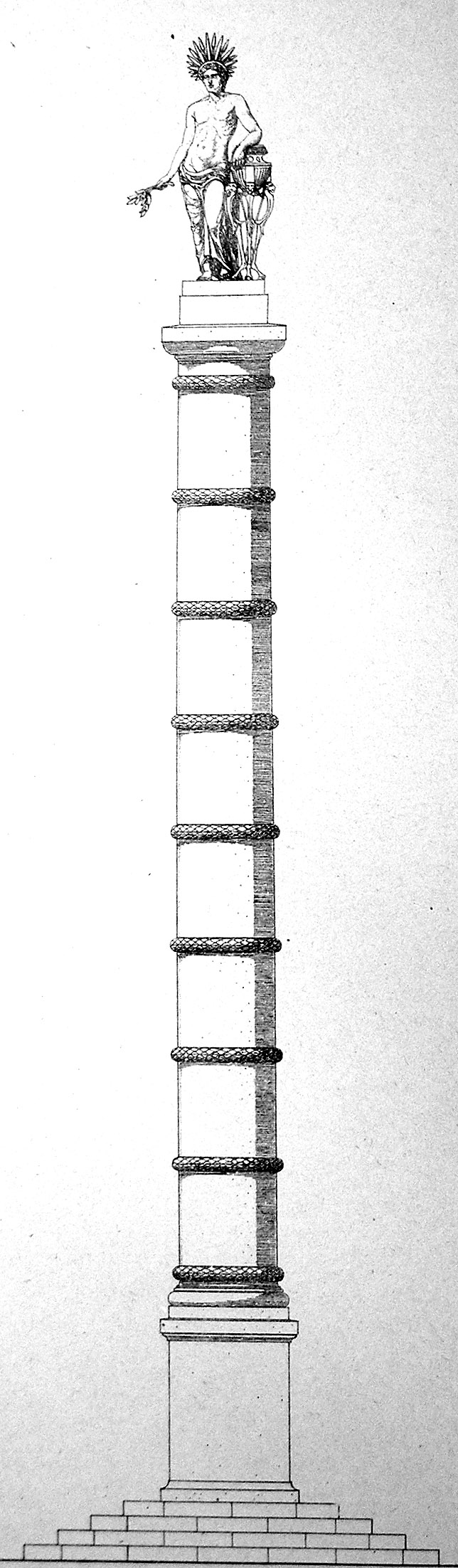
Оригінальний вигляд Колони Костянтина зі статуєю Константина в образі Аполлона на вершині

Вал колони складається з величезних порфірових барабанів, встановлених на постаменті з білого мармуру, який сьогодні лежить під землею. Раніше на самій вершині колони розташовувалася оголена бронзова статуя імператора з семикінцевою короною на голові, що тримає в руках спис і, можливо, кулю. Вигляд Костянтина в цьому образі нагадував статуї Колоса Родоського та Колоса Нерона, що зі свого боку були образами сонячних божеств Аполлона або Геліоса. Приблизно за вісім століть після спорудження пошкоджена капітель колони була замінена хрестом, згодом теж вилученим. До сьогодні зберігся напис із білої мармурової кладки.
Колона сягає 34,8 м заввишки стосовно сучасного рівня землі. Оцінки початкової висоти колони без статуї коливаються від 37 до 40 м; загалом пам'ятка мала висоту близько 50 метрів. Можливо, це була найбільша давньоримська тріумфальна колона в світі, з якою в цьому аспекті могла конкурувати лише пізніша Колона Феодосія, що не збереглась до сьогодні. Колона Костянтина була безумовно вищою за Колону Траяна та Колону Марка Аврелія; її висота могла перевищувати висоту Колізею (48 м) та внутрішню висоту Пантеону (43 м) у Римі.
Турецька назва Чемберліташ (тур. Çemberlitaş від çemberli — обруч та taş — камінь) з'явилася після реконструкції колони османами приблизно в 1515 році, під час якої до її валу були додані залізні армуючі обручі. Відтоді ввесь квартал навколо Колони Костянтина став називатися Чемберліташ. Перші укріплення обєкту, що складалися з бронзи, були додані ще в 416 році. Упродовж своєї багатовікової історії колона зазнавала численних пошкоджень від пожеж. Найвідоміші з них траплялися в V і VI століттях, а також в 1779 році, після якої почорніла колона стала відома як Обпечений стовп.
При спорудження поруч з Колоною Костянтина проходила Меса — головна вулиця античного Константинополя. Вона вела до Августейону, Іпподрому, Собору Святої Софії, Терм Зевсіппа та Халки — парадних воріт Великого палацу. На захід Меса проходила крізь Форум Феодосія до Філадельфіону та стін Константинополя. На самому Форумі Костянтина імператор побудував першу будівлю візантійського Сенату.

## Історія
Спорудження колони розпочалося в 328 році. Завершення будівництва та її освячення сталося 11 травня 330 року під час урочистої церемонії, що поєднувала християнські та язичницькі традиції.
За життя Костянтина колона розташовувалася в центрі овального Форуму Констянтина (теперішній центр кварталу Чемберліташ), Від самого початку висота колони, що складалася з кількох циліндричних порфірових блоків, сягала 50 метрів. Точне число порфірових блоків є достеменно невідомим, проте найімовірніше їхня кількість коливалася від семи до одинадцяти. Ці блоки були увінчані статуєю Костянтина в образі Аполлона. Згідно з традицією, куля в руках Костянтина містила фрагмент автентичного Животворного Хреста. Біля підніжжя колони розташовувалося святилище, яке містило реліквії нібито з хрестів двох злодіїв, розіп'ятих разом з Ісусом Христом на Голгофі, кошики, що стосувалися дива з хлібами та рибами, банку з алебастровою маззю, яку Марія Магдалина використовувала для помазання голови та ніг Ісуса, а також давньоримську реліквію Палладій - дерев'яну статую Афіни з Трої.
Унаслідок сильного шторму 1106 року статуя Костянтина на вершині та три верхні циліндри колони були завалені. Кілька років потому візантійський імператор Мануїл I (правив у 1143—1180 рр.) спорудив на місці колишньої статуї хрест і додав пам'ятний напис, який свідчив: «Вір ний Мануїл зміцнив цей святий витвір мистецтва, який був пошкоджений часом». Бронзові вінки, що колись покривали стики між барабанами, були викрадені хрестоносцями-католиками під час Четвертого хрестового походу 1204 року. А хрест з вершини колони був вилучений османами в 1453 році після падіння Константинополя.
Під час землетрусів та пожеж у 1779 році місцевість навколо об'єкту була зруйнована, а сама колона отримала чорні сліди від вогню. Колона Костянтина була відновлена султаном Абдул-Гамідом I, за правління якого була додана теперішня кладка. Основа колони була зміцнена в 1779 році; автентична платформа наразі розташована на глибині 2,5 метри під землею.

## Теперішній стан
Колона Костянтина є одним з найвідоміших прикладів давньоримського мистецтва Стамбулу. Нинішня висота колона — 35 метрів. Реставраційні роботи на ній ведуться з 1955 року. В 1972 році були відремонтовані тріщини в порфірі та оновлені металеві кронштейни. З 1985 року пам'ятки історичних районів Стамбула, зокрема і сама Колона Костянтина, внесені до переліку об'єктів Світової спадщини ЮНЕСКО.